# Kuif

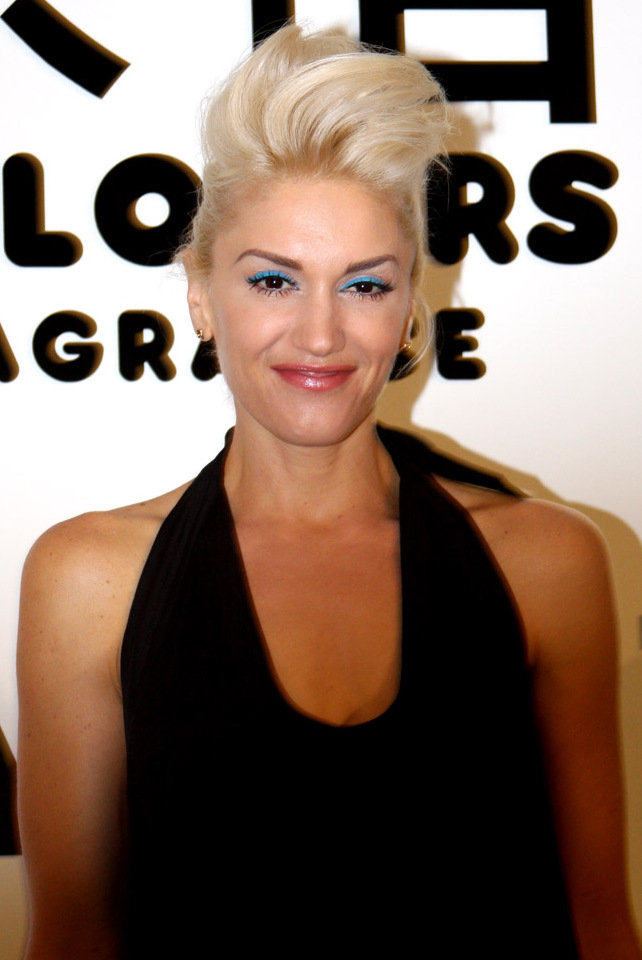
Gwen Stefani (2013) met een kuif

Een kuif is haar dat recht op de hoofdhuid staat. Een kuif kan op natuurlijke wijze ontstaan doordat zich op het hoofd twee kruinen bevinden. De kuif ontstaat op de plaats waar de natuurlijke richting van het haar van de ene kruin, "botst" met de richting van het haar van de andere kruin. Een kuif kan ook kunstmatig worden gemaakt met behulp van diverse haarsmeersels.
Een bekende drager van een kuif is de stripheld Tintin, die daardoor in de Nederlandse vertaling Kuifje werd genoemd. Andere voorbeelden zijn Elvis Presley, Suske, tante Sidonia, Rikki en Cowboy Henk.
Ook de nozems van de jaren 50 waren notoire kuifdragers. Door het vele gebruik van brillantine met de daarbij behorende vette structuur hadden zij ook wel de naam vetkuiven. 
Een kuif wordt ook wel toupet genoemd. Het maken (kammen) van een kuif heet daarom touperen.

## Kuif bij dieren
Sommige dieren hebben een vergelijkbare bos veren of haren op de kop, zoals bij de kuifleeuwerik en de kuifaap (de gewone meerkat). De kuif bij dieren is vaak beweeglijk en het omhoogzetten van de kuif heeft dan een communicatieve functie tussen soortgenoten.

## Bouwkunde
Ook in de bouwkunst komt de kuif voor. In dat geval gaat het om een decoratief element bovenop een topgevel. Het kan dan gaan om een decoratieve schelp of (gestileerd) acanthusblad.